# Opprandino Arrivabene

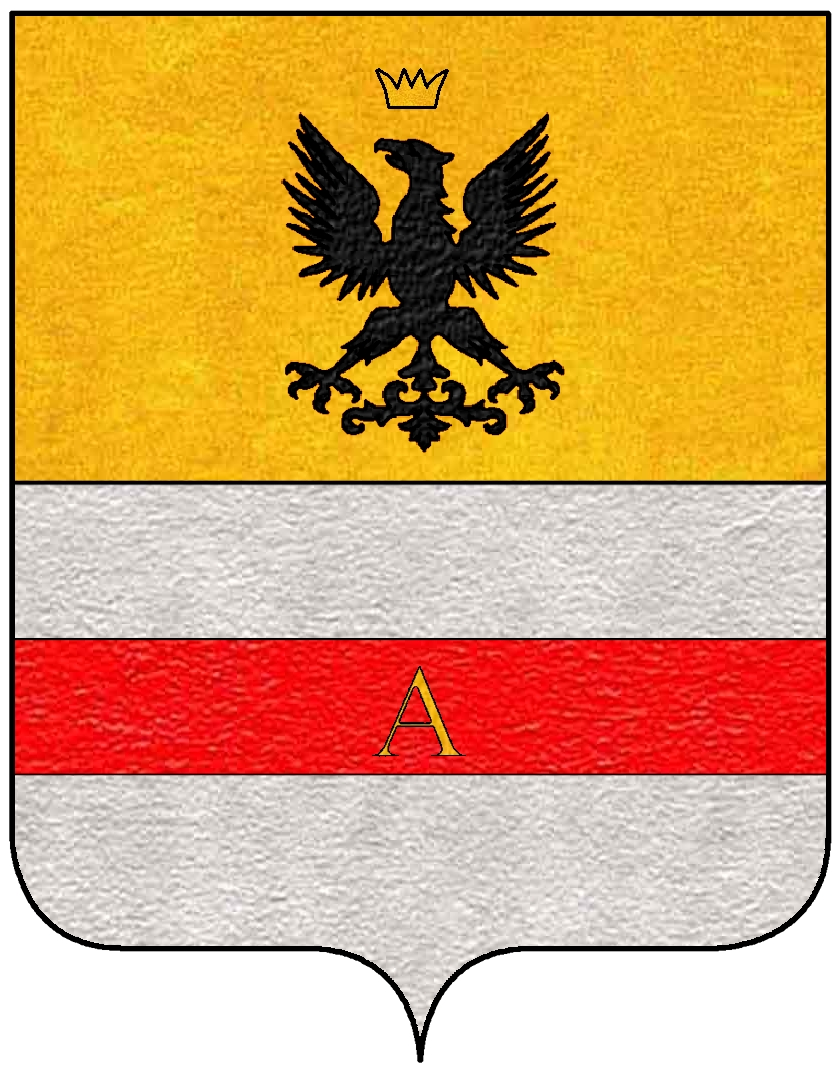
Stemma originario della famiglia Arrivabene

Opprandino Arrivabene (Mantova, 1807 – Roma, 2 gennaio 1887) è stato un giornalista italiano. Membro dell'antica famiglia Arrivabene, fu un sostenitore dell'unità italiana e amico per cinquant'anni di Giuseppe Verdi.

## Biografia
Nipote del conte Giovanni Arrivabene, nacque nell'antica famiglia Arrivabene nel 1807 a Mantova (Regno d'Italia), dove fu arrestato a causa del suo coinvolgimento nei movimenti liberali. Nel 1830 lasciò Mantova per Milano, dove scrisse su vari giornali. Nel 1839 si stabilì a Napoli poi a Genova nel 1848 e infine a Torino. Dopo aver scritto per diverse riviste tra cui La Concordia di Lorenzo Valerio e Il Risorgimento di Cavour, iniziò la sua collaborazione con il quotidiano L'Opinione, che durò fino alla sua morte a Roma, dove si era stabilito per seguire la redazione del quotidiano. La sua posizione politica è sempre stata quella di un liberale moderato, in linea con Cavour.
Arrivabene è stato uno dei membri più influenti del salone di Clara Maffei. Direttore della rivista Il barbiere di Siviglia (divenuto poi Il Figaro) e vicino al critico musicale Francesco Regli, è stato sin dall'inizio della carriera di Giuseppe Verdi l'appoggio del Maestro e suo amico per cinquant'anni. La loro corrispondenza, che andò dal 1861 al 1886, fu pubblicata nel 1931 e ampiamente citata negli studi verdiani.
Morì a Roma il 2 gennaio 1887, facendo suo cugino Silvio Arrivabene il suo legatario universale.